# Mercedes-Benz W 187
Der Mercedes-Benz 220 wurde als erster Sechszylinder-Pkw von Daimler-Benz nach dem Zweiten Weltkrieg im April 1951 zusammen mit dem Typ 300 (Baureihe W 186) auf der IAA in Frankfurt am Main vorgestellt.

## Modellgeschichte

### Allgemeines
Im Oktober 1951 präsentierte Daimler-Benz den Typ 220 zusammen mit dem Typ 300 S auf dem Pariser Autosalon. Während die Karosserie noch dem Stil der Vorkriegszeit entsprach, überzeugten Technik und Fahrwerk die Fachpresse. Wem der Mercedes-Benz 170 S mit seinem 52 PS (38 kW) leistenden Vierzylindermotor zu schwach war, der hatte nun im Mercedes-Programm ein Fahrzeug mit deutlich besseren Fahrleistungen zur Auswahl.
Zunächst gab es drei Karosserievarianten – Limousine, Cabriolet A (2+2 Sitze) und Cabriolet B (4 Sitze). Die beiden Cabriolets waren als sportliche Reisewagen ausgelegt. Zwischen August 1952 und Mai 1953 wurden für die Polizei 41 viertürige Cabriolets vom Typ 220 OTP (offener Tourenwagen Polizei) hergestellt.
Der erste nach dem Krieg bei Daimler-Benz neu entwickelte Motor vom Typ M 180 war gleichzeitig der erste kurzhubige Ottomotor des Herstellers. Der Sechszylinder-Reihenmotor mit obenliegender Nockenwelle (OHC) hatte 2195 cm³ Hubraum und entwickelte 80 PS (59 kW). Dies ermöglichte eine Höchstgeschwindigkeit von 140 km/h (Limousine) bzw. 145 km/h (Cabriolet A). Er wurde in das weitgehend unveränderte Fahrgestell des 170 S eingesetzt. Von dem stammte auch die Karosserie, wobei jedoch die Motorhaube verändert und die davor freistehenden Scheinwerfer in die Kotflügel integriert wurden. Wegen der höheren Motorleistung war der 220 an den Vorderrädern mit Duplexbremsen ausgerüstet.
Der Motor M 180 blieb lange im Herstellungsprogramm. Er wurde mit vielen Modifikationen und Leistungssteigerungen als Grundbaumuster fast 40 Jahre lang bis zum Jahr 1989 gebaut (Mercedes-Benz 280 GE (W 460)).

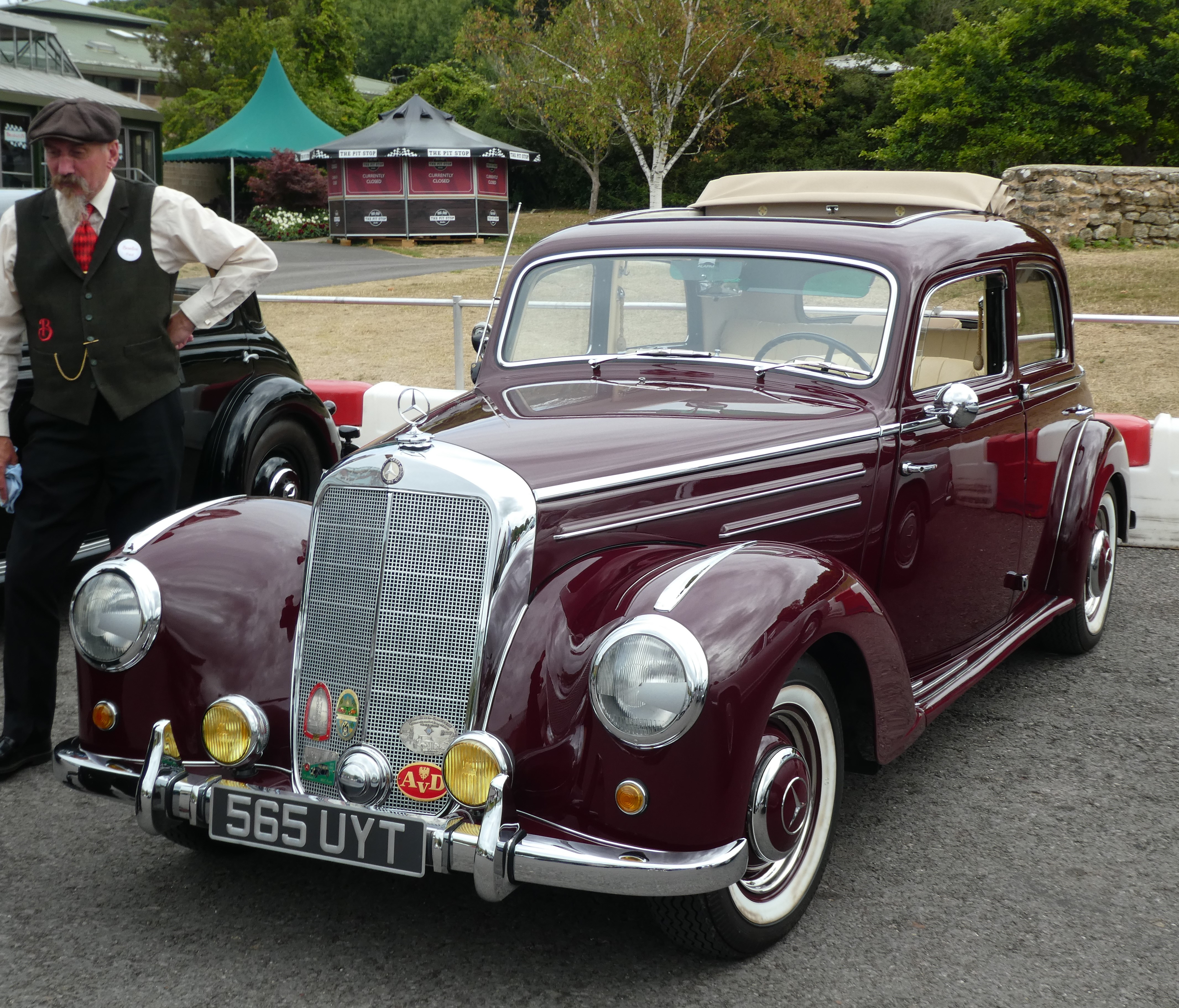
Mercedes-Benz 220
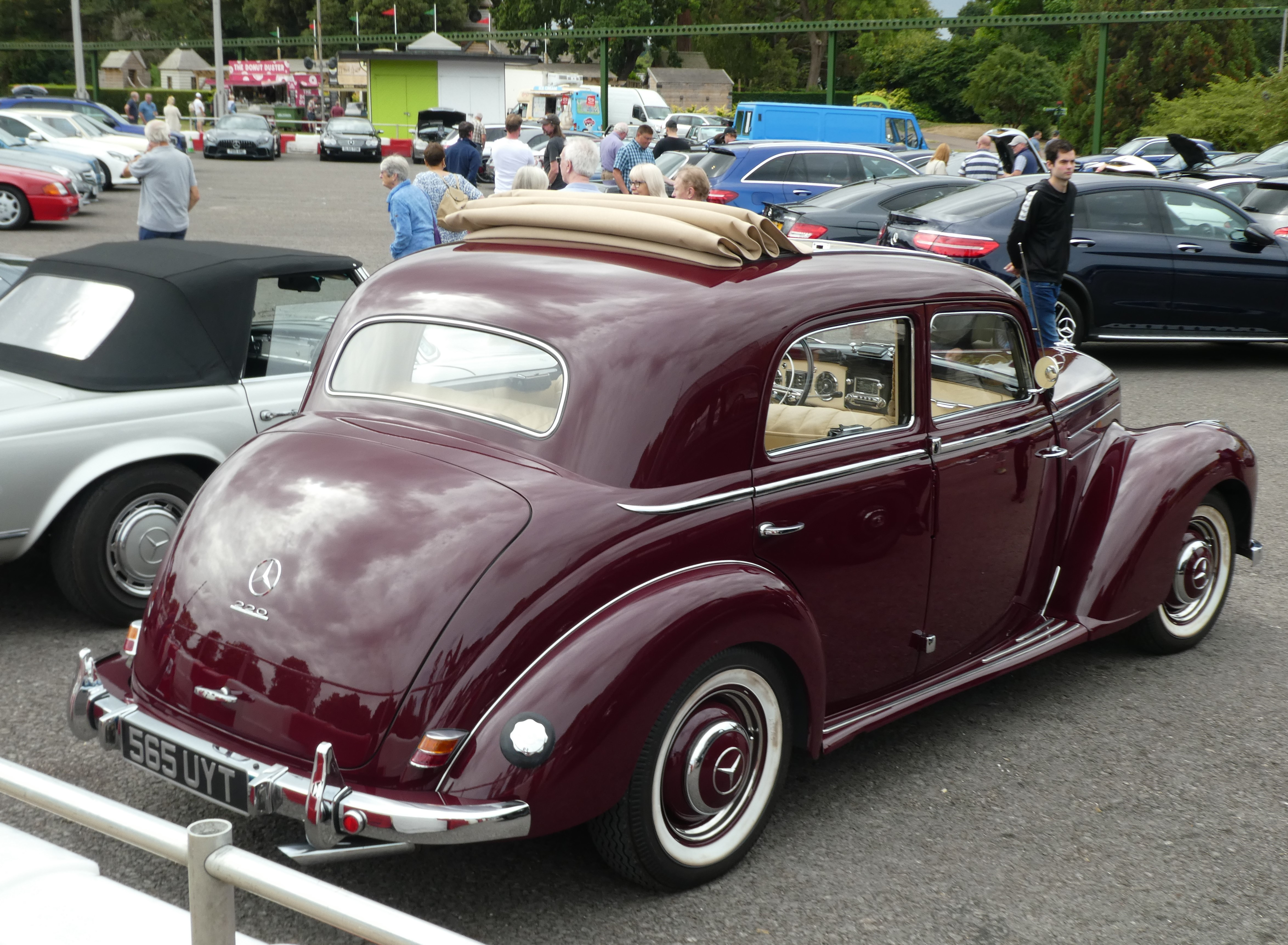
Mercedes-Benz 220

### 220 Coupé/Cabriolet

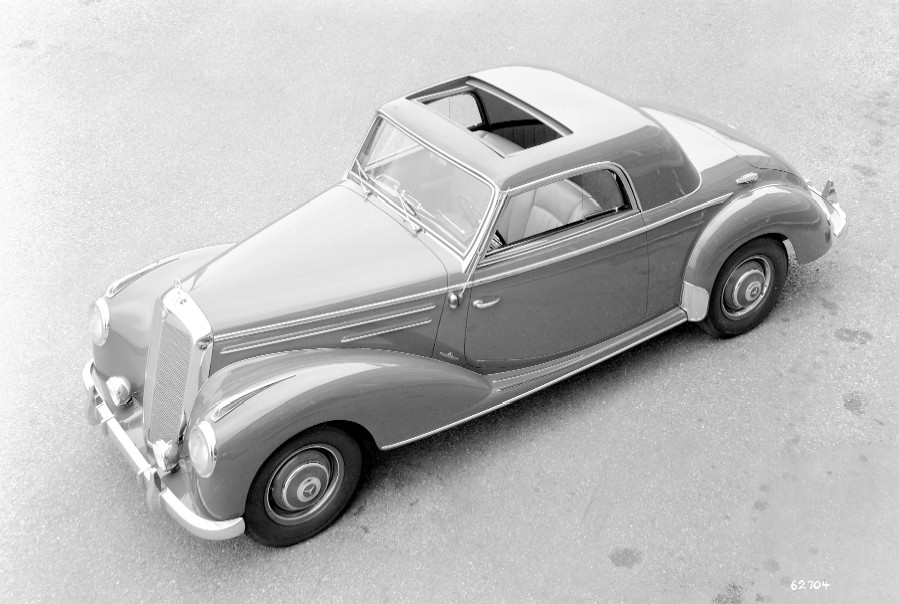
220 Coupé mit Schiebedach

Im Dezember 1953 kam auf „… wiederholtes Drängen einzelner prominenter Persönlichkeiten“, wie es in einem Rundschreiben der Verkaufsleitung hieß, ein Coupé in die Baureihe. Technisch wie stilistisch basierte es auf dem Cabriolet A. Eine leicht gewölbte statt der bisher ebenen Windschutzscheibe, die das Cabriolet A bereits ab November 1953 hatte, betonte die sportliche Note.
Hoher Verkaufspreis und produzierte Stückzahl machten das Coupé zur exklusivsten Version der Baureihe W 187; es entstanden nur 85 Wagen. Von allen anderen Typen zusammen wurden mehr als 18.400 Stück produziert, davon 1278 Cabriolet A. Das Coupé kostete 20.850 DM – zum Vergleich: Der VW Käfer 1200 Standard („Sparkäfer“) war im selben Jahr für 4150 DM im Handel –, mit Stahlschiebedach waren es 22.000 DM (Stand: Dezember 1953). Die Limousine gab es demgegenüber mit gleichem Motor für 11.925 DM, einen Kaufpreis, den wenige Jahre nach Kriegsende und Währungsreform nur eine kleine Minderheit bezahlen konnten.
Coupé und Cabriolet A erhielten ab April 1954 einen höherverdichteten, leistungsgesteigerten Motor mit 85 PS (63 kW), der bereits für das von Juni 1954 an produzierte Nachfolgemodell, den Typ 220 a (W 180), entwickelt worden war. Im Mai 1955 endete die Produktion des Coupés. Danach verging mehr als ein Jahr, bis im Oktober 1956 vom neuen 220 S mit Pontonkarosserie ein Coupé erhältlich war.

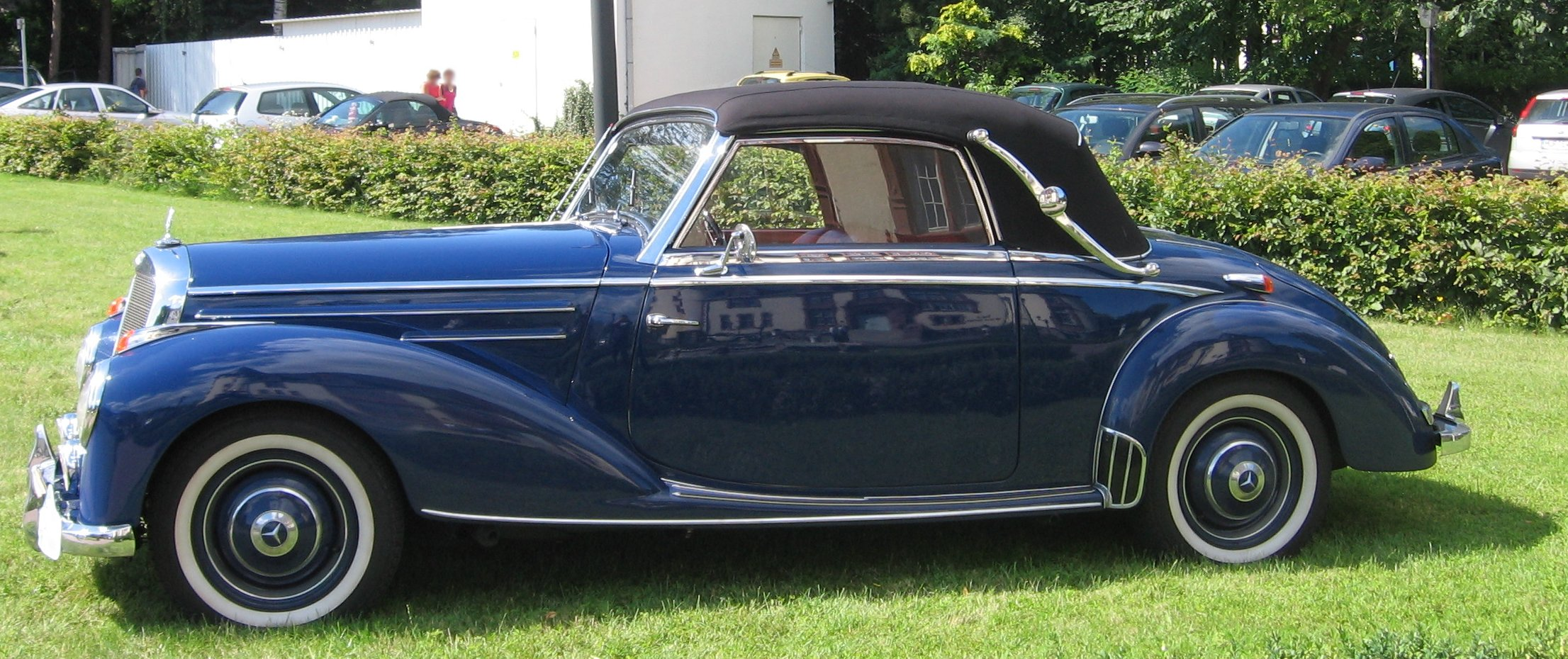
220 Cabriolet A
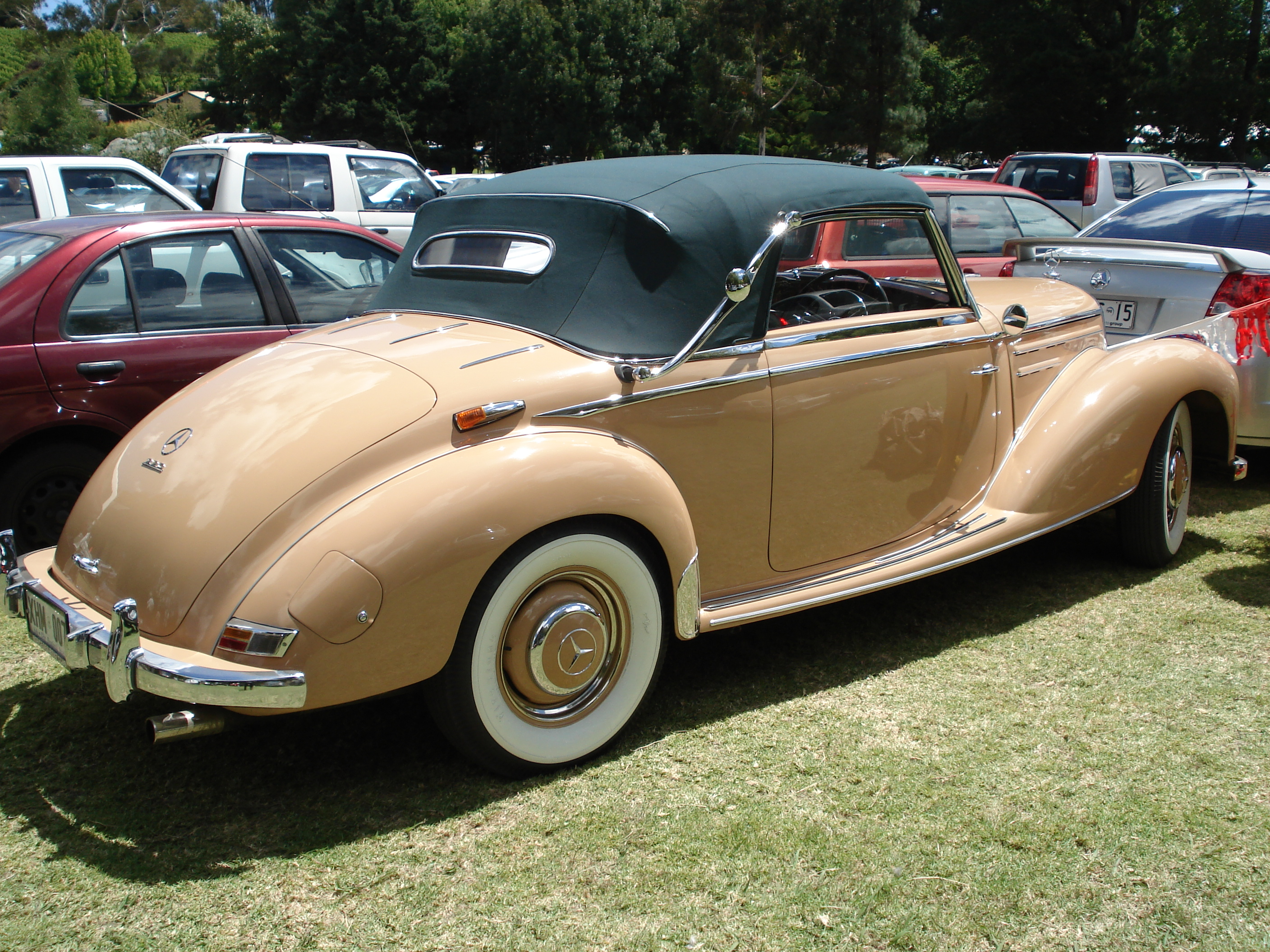
220 Cabriolet A
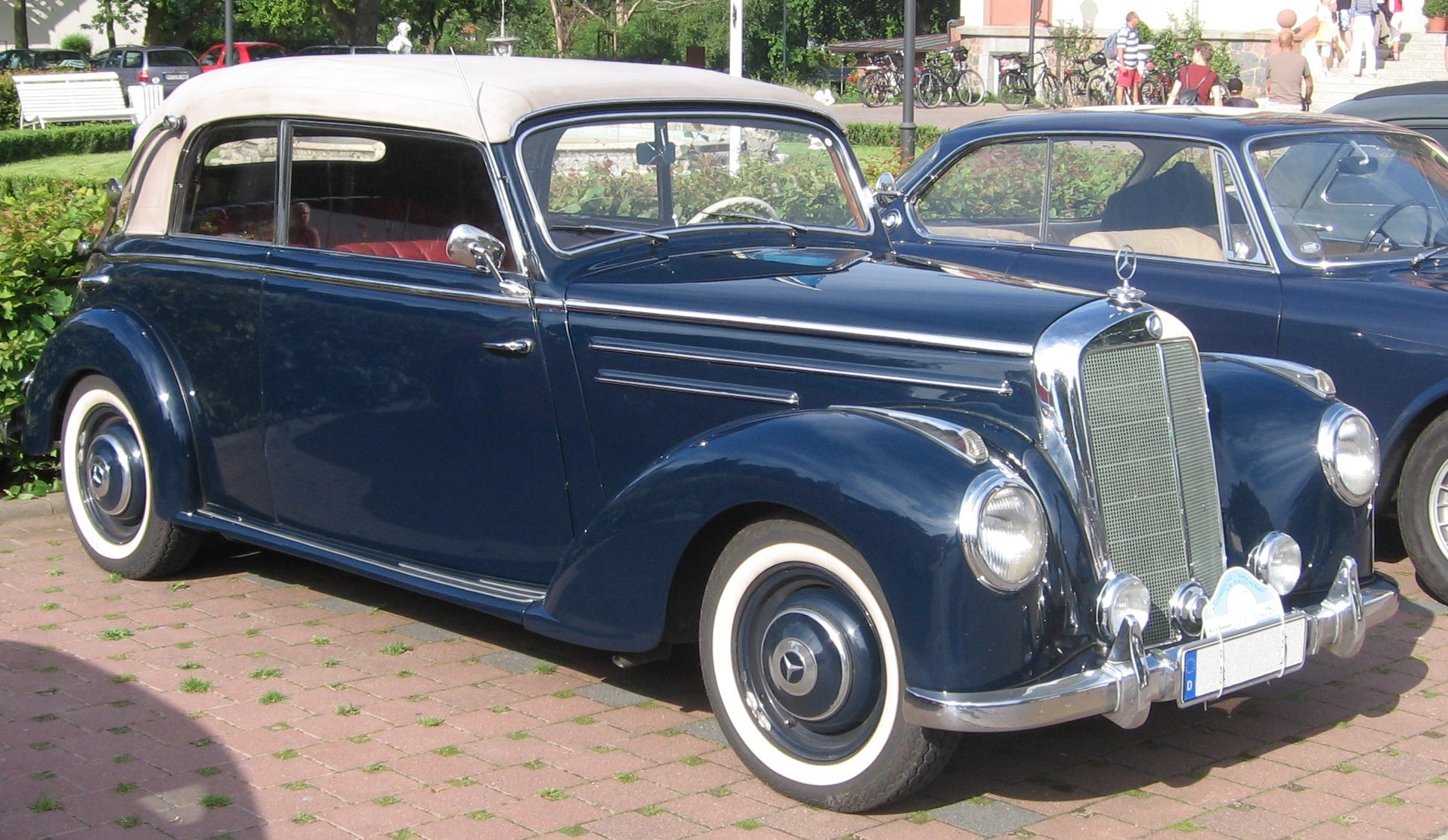
Mercedes-Benz 220 Cabriolet B (1952)
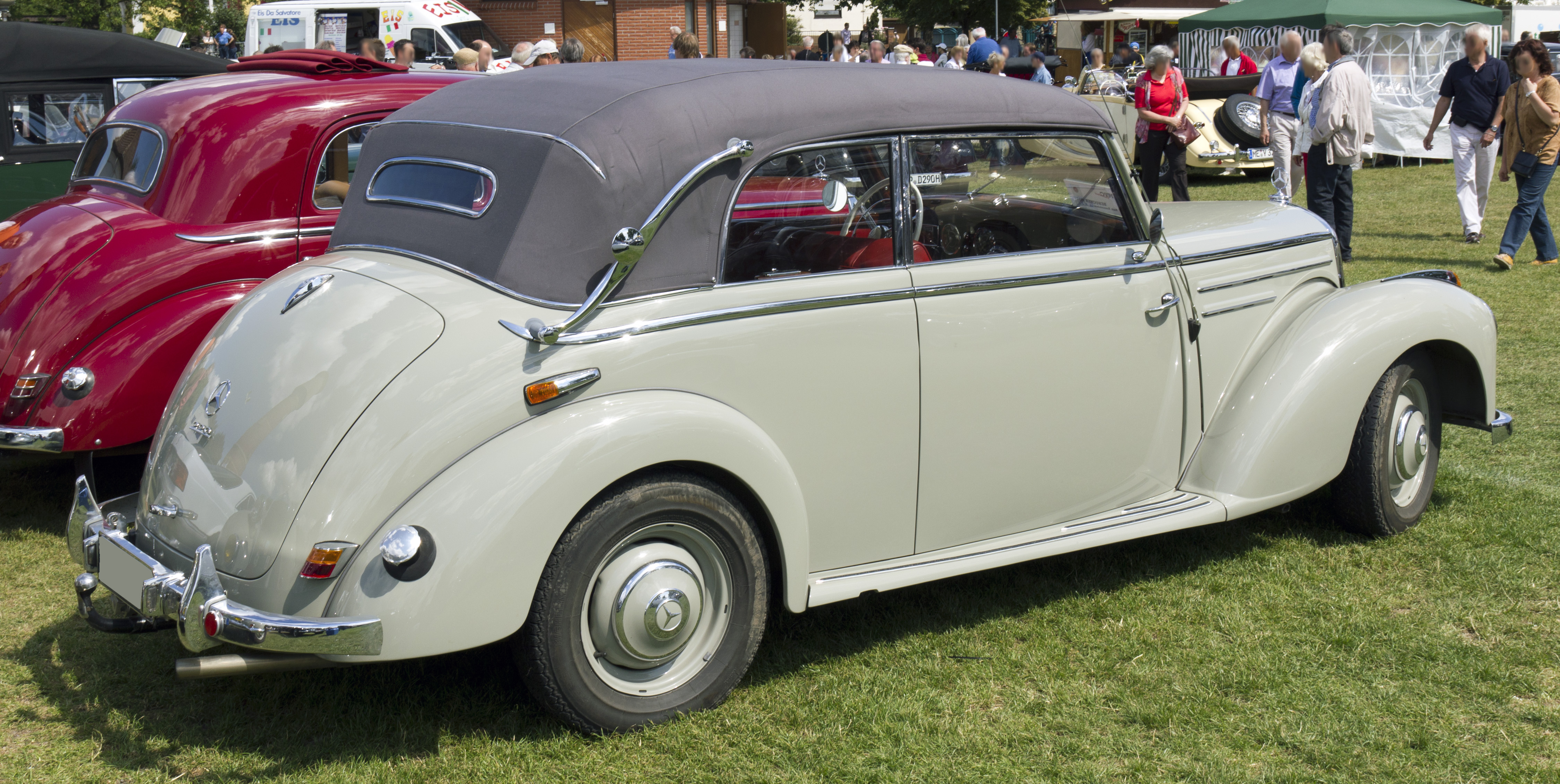
220 Cabriolet B
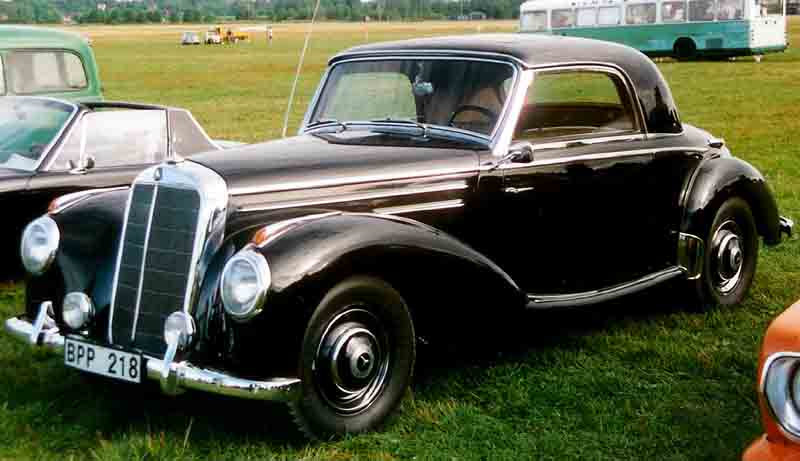
220 Coupé (1954)
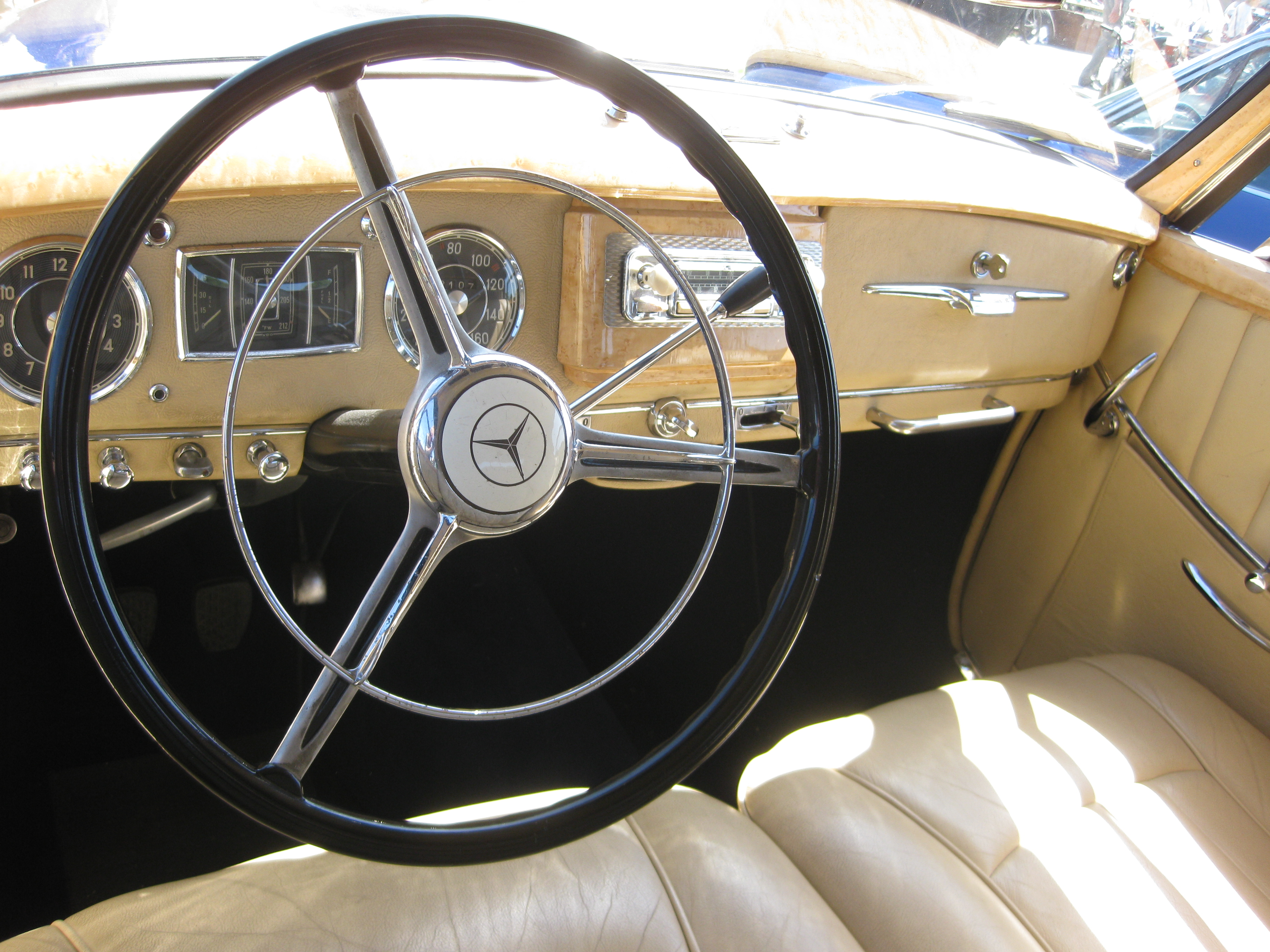
Mercedes-Benz 220 Cabriolet Cockpit

## Produktionszahlen W 187
| Jahr                                       | 1951 | 1952   | 1953 | 1954 | 1955 | SUMME  |
| ------------------------------------------ | ---- | ------ | ---- | ---- | ---- | ------ |
| Limousine (einschließlich 47 Fahrgestelle) | 3453 | 9138   | 3308 | 214  |      | 16.113 |
| Offener Tourenwagen                        |      | 27     | 14   |      |      | 41     |
| Cabriolet A                                | 97   | 635    | 218  | 205  | 123  | 1278   |
| Cabriolet B                                | 271  | 543    | 183  |      |      | 997    |
| Coupé                                      |      |        | 2    | 54   | 29   | 85     |
| Gesamt                                     | 3821 | 10.343 | 3725 | 473  | 152  | 18.514 |

Die Angaben sind aus  Werner Oswald Mercedes-Benz 1945-1985 von 2001 entnommen.

## Technische Daten
|                                              | 220                                                                            | 220 Offener Tourenwagen                                                        | 220 Cabriolet A                                                                | 220 Cabriolet B                                                                | 220 Coupé                                                                 |
| -------------------------------------------- | ------------------------------------------------------------------------------ | ------------------------------------------------------------------------------ | ------------------------------------------------------------------------------ | ------------------------------------------------------------------------------ | ------------------------------------------------------------------------- |
| Konstruktionsbezeichnung                     | W 187                                                                          | W 187                                                                          | W 187                                                                          | W 187                                                                          | W 187                                                                     |
| Baumuster                                    | 187.011 (mit Schiebedach: 187.014)                                             | 187.015                                                                        | 187.012                                                                        | 187.013                                                                        | 187.023                                                                   |
| Bauzeit                                      | Vorserie 4/1951 / Hauptserie 7/1951–5/1954                                     | 5/1952–4/1953                                                                  | Vorserie 4/1951 / Hauptserie 8/1951–8/1955                                     | Vorserie 4/1951 / Hauptserie 7/1951–5/1953                                     | 12/1953–7/1955                                                            |
| Motor                                        |                                                                                |                                                                                |                                                                                |                                                                                |                                                                           |
| Arbeitsverfahren                             | Viertakt-Otto                                                                  | Viertakt-Otto                                                                  | Viertakt-Otto                                                                  | Viertakt-Otto                                                                  | Viertakt-Otto                                                             |
| Anordnung im Fahrzeug                        | vorn, längs; stehend                                                           | vorn, längs; stehend                                                           | vorn, längs; stehend                                                           | vorn, längs; stehend                                                           | vorn, längs; stehend                                                      |
| Motor-Typ / -Baumuster                       | M 180 I / 180.920                                                              | M 180 I / 180.920                                                              | M 180 I / 180.920                                                              | M 180 I / 180.920                                                              | M 180 I / 180.920                                                         |
| Zylinderzahl / -anordnung                    | 6 / Reihe                                                                      | 6 / Reihe                                                                      | 6 / Reihe                                                                      | 6 / Reihe                                                                      | 6 / Reihe                                                                 |
| Bohrung × Hub                                | 80 × 72,8 mm                                                                   | 80 × 72,8 mm                                                                   | 80 × 72,8 mm                                                                   | 80 × 72,8 mm                                                                   | 80 × 72,8 mm                                                              |
| Hubraum                                      | 2195 cm³ (nach Steuerformel 2171 cm³)                                          | 2195 cm³ (nach Steuerformel 2171 cm³)                                          | 2195 cm³ (nach Steuerformel 2171 cm³)                                          | 2195 cm³ (nach Steuerformel 2171 cm³)                                          | 2195 cm³ (nach Steuerformel 2171 cm³)                                     |
| Verdichtung (ε)                              | 6,5                                                                            | 6,5                                                                            | 6,5; ab 4/1954: 7,6                                                            | 6,5                                                                            | 6,5; ab 4/1954: 7,6                                                       |
| Leistung / bei                               | 80 PS (59 kW) bei 4600/min                                                     | 80 PS (59 kW) bei 4600/min                                                     | 80 PS (59 kW) bei 4600/min; ab 4/1954: 85 PS (63 kW) bei 4800/min              | 80 PS (59 kW) bei 4600/min                                                     | 80 PS (59 kW) bei 4600/min; ab 4/1954: 85 PS (63 kW) bei 4800/min         |
| Drehmoment / bei                             | 14,5 mkp (142 N·m) bei 2500/min                                                | 14,5 mkp (142 N·m) bei 2500/min                                                | 14,5 mkp (142 N·m) bei 2500/min; ab 4/1954: 16 mkp (157 N·m) bei 2400/min      | 14,5 mkp (142 N·m) bei 2500/min                                                | 14,5 mkp (142 N·m) bei 2500/min; ab 4/1954: 16 mkp (157 N·m) bei 2400/min |
| Ventilanordnung / -anzahl                    | 1 Einlass, 1 Auslass / hängend                                                 | 1 Einlass, 1 Auslass / hängend                                                 | 1 Einlass, 1 Auslass / hängend                                                 | 1 Einlass, 1 Auslass / hängend                                                 | 1 Einlass, 1 Auslass / hängend                                            |
| Ventilsteuerung                              | obenliegende Nockenwelle                                                       | obenliegende Nockenwelle                                                       | obenliegende Nockenwelle                                                       | obenliegende Nockenwelle                                                       | obenliegende Nockenwelle                                                  |
| Nockenwellenantrieb                          | Duplex-Rollenkette                                                             | Duplex-Rollenkette                                                             | Duplex-Rollenkette                                                             | Duplex-Rollenkette                                                             | Duplex-Rollenkette                                                        |
| Gemischbildung                               | 1 Doppel-Fallstromvergaser Solex 30 PAAJ                                       | 1 Doppel-Fallstromvergaser Solex 30 PAAJ                                       | 1 Doppel-Fallstromvergaser Solex 30 PAAJ                                       | 1 Doppel-Fallstromvergaser Solex 30 PAAJ                                       | 1 Doppel-Fallstromvergaser Solex 30 PAAJ                                  |
| Kraftstofftank: Anordnung / Fassungsvermögen | im Heck / 48 l; ab 2/1952: 65 l                                                | im Heck / 48 l; ab 2/1952: 65 l                                                | im Heck / 48 l; ab 2/1952: 65 l                                                | im Heck / 48 l; ab 2/1952: 65 l                                                | im Heck / 65 l                                                            |
| Fahrwerk und Kraftübertragung                |                                                                                |                                                                                |                                                                                |                                                                                |                                                                           |
| Rahmenausführung                             | X-förmiger Ovalrohr-Rahmen / Stahlblechkarosserie                              | X-förmiger Ovalrohr-Rahmen / Stahlblechkarosserie                              | X-förmiger Ovalrohr-Rahmen / Stahlblechkarosserie                              | X-förmiger Ovalrohr-Rahmen / Stahlblechkarosserie                              | X-förmiger Ovalrohr-Rahmen / Stahlblechkarosserie                         |
| Radaufhängung; vorne                         | Doppelquerlenker-Achse                                                         | Doppelquerlenker-Achse                                                         | Doppelquerlenker-Achse                                                         | Doppelquerlenker-Achse                                                         | Doppelquerlenker-Achse                                                    |
| Radaufhängung; hinten                        | Pendelachse („Schwingachse“)                                                   | Pendelachse („Schwingachse“)                                                   | Pendelachse („Schwingachse“)                                                   | Pendelachse („Schwingachse“)                                                   | Pendelachse („Schwingachse“)                                              |
| Federung; vorne                              | Schraubenfedern, Drehstab-Stabilisator                                         | Schraubenfedern, Drehstab-Stabilisator                                         | Schraubenfedern, Drehstab-Stabilisator                                         | Schraubenfedern, Drehstab-Stabilisator                                         | Schraubenfedern, Drehstab-Stabilisator                                    |
| Federung; hinten                             | Doppel-Schraubenfedern                                                         | Doppel-Schraubenfedern                                                         | Doppel-Schraubenfedern                                                         | Doppel-Schraubenfedern                                                         | Doppel-Schraubenfedern                                                    |
| Stoßdämpfer; vorne/hinten                    | hydraulische Teleskopstoßdämpfer                                               | hydraulische Teleskopstoßdämpfer                                               | hydraulische Teleskopstoßdämpfer                                               | hydraulische Teleskopstoßdämpfer                                               | hydraulische Teleskopstoßdämpfer                                          |
| Lenkung                                      | Schneckenlenkung mit Lenkfinger von ZF, Lizenz Ross, später Kugelumlauflenkung | Schneckenlenkung mit Lenkfinger von ZF, Lizenz Ross, später Kugelumlauflenkung | Schneckenlenkung mit Lenkfinger von ZF, Lizenz Ross, später Kugelumlauflenkung | Schneckenlenkung mit Lenkfinger von ZF, Lizenz Ross, später Kugelumlauflenkung | Kugelumlauflenkung                                                        |
| Bremsanlage (Fußbremse)                      | hydraulisch betätigte Trommelbremsen, auf Vorder- und Hinterräder wirkend      | hydraulisch betätigte Trommelbremsen, auf Vorder- und Hinterräder wirkend      | hydraulisch betätigte Trommelbremsen, auf Vorder- und Hinterräder wirkend      | hydraulisch betätigte Trommelbremsen, auf Vorder- und Hinterräder wirkend      | hydraulisch betätigte Trommelbremsen, auf Vorder- und Hinterräder wirkend |
| Feststellbremse (Handbremse)                 | mechanisch, auf Hinterräder wirkend                                            | mechanisch, auf Hinterräder wirkend                                            | mechanisch, auf Hinterräder wirkend                                            | mechanisch, auf Hinterräder wirkend                                            | mechanisch, auf Hinterräder wirkend                                       |
| Räder                                        | Scheibenräder aus Stahlblech                                                   | Scheibenräder aus Stahlblech                                                   | Scheibenräder aus Stahlblech                                                   | Scheibenräder aus Stahlblech                                                   | Scheibenräder aus Stahlblech                                              |
| Felgen                                       | Tiefbettfelge 4,50 K x 15                                                      | Tiefbettfelge 4,50 K x 15                                                      | Tiefbettfelge 4,50 K x 15                                                      | Tiefbettfelge 4,50 K x 15                                                      | Tiefbettfelge 4,50 K x 15                                                 |
| Reifen                                       | 6,40-15                                                                        | 6,40-15                                                                        | 6,40-15                                                                        | 6,40-15                                                                        | 6,40-15                                                                   |
| Angetriebene Räder                           | Hinterräder                                                                    | Hinterräder                                                                    | Hinterräder                                                                    | Hinterräder                                                                    | Hinterräder                                                               |
| Kraftübertragung                             | geteilte Kardanwelle                                                           | geteilte Kardanwelle                                                           | geteilte Kardanwelle                                                           | geteilte Kardanwelle                                                           | geteilte Kardanwelle                                                      |
| Getriebe und Fahrleistungen                  |                                                                                |                                                                                |                                                                                |                                                                                |                                                                           |
| Getriebe                                     | 4-Gang-Schaltgetriebe                                                          | 4-Gang-Schaltgetriebe                                                          | 4-Gang-Schaltgetriebe                                                          | 4-Gang-Schaltgetriebe                                                          | 4-Gang-Schaltgetriebe                                                     |
| Schaltung                                    | Lenkradschaltung                                                               | Lenkradschaltung                                                               | Lenkradschaltung                                                               | Lenkradschaltung                                                               | Lenkradschaltung                                                          |
| Kupplung                                     | Einscheiben-Trockenkupplung                                                    | Einscheiben-Trockenkupplung                                                    | Einscheiben-Trockenkupplung                                                    | Einscheiben-Trockenkupplung                                                    | Einscheiben-Trockenkupplung                                               |
| Getriebeart                                  | Zahnrad-Wechselgetriebe                                                        | Zahnrad-Wechselgetriebe                                                        | Zahnrad-Wechselgetriebe                                                        | Zahnrad-Wechselgetriebe                                                        | Zahnrad-Wechselgetriebe                                                   |
| Getriebe-Übersetzung                         | I. 3,68; II. 2,25; III. 1,42; IV. 1,0; R. 3,08                                 | I. 3,68; II. 2,25; III. 1,42; IV. 1,0; R. 3,08                                 | I. 3,68; II. 2,25; III. 1,42; IV. 1,0; R. 3,08                                 | I. 3,68; II. 2,25; III. 1,42; IV. 1,0; R. 3,08                                 | I. 3,68; II. 2,25; III. 1,42; IV. 1,0; R. 3,08                            |
| Achsantriebsübersetzung                      | 4,44                                                                           | 4,44                                                                           | 4,44                                                                           | 4,44                                                                           | 4,44                                                                      |
| Höchstgeschwindigkeit                        | 140 km/h                                                                       | 140 km/h                                                                       | 145 km/h; ab 4/1954: 150 km/h                                                  | 140 km/h                                                                       | 150 km/h                                                                  |
| Beschleunigung 0–100 km/h                    | 21 s                                                                           | 21 s                                                                           | 21 s                                                                           | 21 s                                                                           | 21 s                                                                      |
| Kraftstoffverbrauch nach DIN 70030           | 10,9 l                                                                         | 10,9 l                                                                         | 10,9 l                                                                         | 10,9 l                                                                         | 10,9 l                                                                    |
| Abmessungen und Gewichte                     |                                                                                |                                                                                |                                                                                |                                                                                |                                                                           |
| Radstand                                     | 2845 mm                                                                        | 2845 mm                                                                        | 2845 mm                                                                        | 2845 mm                                                                        | 2845 mm                                                                   |
| Spur vorne / hinten                          | 1315 / 1435 mm                                                                 | 1315 / 1435 mm                                                                 | 1315 / 1435 mm                                                                 | 1315 / 1435 mm                                                                 | 1315 / 1435 mm                                                            |
| Länge                                        | 4510 mm                                                                        | 4580 mm                                                                        | 4540 mm                                                                        | 4510 mm                                                                        | 4540 mm                                                                   |
| Breite                                       | 1685 mm                                                                        | 1685 mm                                                                        | 1685 mm                                                                        | 1685 mm                                                                        | 1685 mm                                                                   |
| Höhe                                         | 1610 mm                                                                        | 1610 mm (mit geschlossenem Verdeck)                                            | 1560 mm                                                                        | 1610 mm                                                                        | 1550 mm                                                                   |
| Gewicht des Fahrgestells                     | 900 kg                                                                         | 900 kg                                                                         | 930 kg                                                                         | 930 kg                                                                         | 930 kg                                                                    |
| Leergewicht (Wagengewicht) nach DIN 70020    | 1325 kg                                                                        | 1420 kg                                                                        | 1420 kg; ab 4/1954: 1460 kg                                                    | 1420 kg                                                                        | 1460 kg                                                                   |
| Zul. Gesamtgewicht                           | 1690 kg                                                                        | 1900 kg                                                                        | 1680 kg; ab 4/1954: 1720 kg                                                    | 1785 kg                                                                        | 1720 kg                                                                   |
| Allgemeine Daten                             |                                                                                |                                                                                |                                                                                |                                                                                |                                                                           |
| Stückzahl                                    | 16.066 Limousinen, 47 Fahrgestelle                                             | 41                                                                             | 1278                                                                           | 997                                                                            | 85                                                                        |
| Preise                                       | 3/1951: 11.200 DM (ohne Bereifung) 2/1952: 11.750 DM (mit Bereifung)           | kein Listenpreis                                                               | 3/1951: 18.300 DM (ohne Bereifung) 2/1952: 18.850 DM (mit Bereifung)           | 3/1951: 14.600 DM (ohne Bereifung) 2/1952: 15.150 DM (mit Bereifung)           | 12/1953: 20.850 DM bzw. 22.000 DM (mit Stahlschiebedach)                  |
| Belege                                       |                                                                                |                                                                                |                                                                                |                                                                                |                                                                           |